# Nordlig buksimmare
Nordlig buksimmare (Sigara fallenoidea) är en insektsart som först beskrevs av Hungerford 1926.  Nordlig buksimmare ingår i släktet Sigara och familjen buksimmare. Enligt den svenska rödlistan är arten nära hotad i Sverige. Arten förekommer i Övre Norrland. Artens livsmiljö är sjöar och vattendrag, våtmarker. Inga underarter finns listade i Catalogue of Life.